# Рита Волк
Рита Волк (англ. Rita Volk, настоящее имя — Маргарита Волковинская; род. 3 сентября 1990 года, Ташкент, Узбекистан) — американская актриса и модель, наиболее известна благодаря роли Эми Роденфелд в комедийном сериале «Фальсификация».

## Биография
Родилась 3 сентября 1990 года в Ташкенте, в возрасте шести лет переехала с семьёй в Сан-Франциско. Риту заметил модельный скаут и устроил ей прослушивание для рекламы, после чего она решила стать актрисой. Во время учёбы в старшей школе Ловелла в Сан-Франциско принимала активное участие в школьных спектаклях. В 2005 году получила награду SFUSD High School в номинации «поэт-лауреат». После окончания средней школы поступила в Университет Дьюка, который окончила со степенью в области доврачебной психологии. В университете она снялась в студенческом фильме и была членом группы комедийного скетча.

## Фильмография
| Год         | Русское название          | Оригинальное название             | Роль            |
| ----------- | ------------------------- | --------------------------------- | --------------- |
| 2012        | Риццоли и Айлс            | Rizzoli & Isles                   | Лиа Бабик       |
| 2013        | Особо тяжкие преступления | Major Crimes                      | Бриана Матис    |
| 2014        | Похмельные игры           | The Hungover Games                | Кэтнип Эверлайн |
| 2014 — 2016 | Фальсификация             | Faking It                         | Эми Роденфелд   |
| 2016        | Семейное положение        | Relationship Status               | Эрин            |
| 2016        | Почти друзья              | Almost Friends                    | Хизер           |
| 2017        |                           | Christine (клип Джона Карпентера) | девушка         |
| 2018        | Кондор                    | Condor                            | Полина          |
| 2018        | Летние дни, летние ночи   | Summertime                        | Уинки Маккена   |
| 2020        | Мы ещё молимся            | We Still Say Grace                | Сара            |